# Засвяття
Засвяття — озеро на північному сході Ратнівського району Волинської області в Україні. Відноситься до басейну річки Західний Буг. 
Площа водного дзеркала — 59 га. Середня глибина — 4 метри, максимальна — 8 метрів. Об'єм озера 1,8 млн. м³. Озеро округлої форми, довжина - близько 1 км, ширина - 0,7 км, протяжність берегової лінії близько 2,6 км.
Дно озера піщане, береги вкриті заростями водно-болотної та лучної рослинності. Навколо озера зростає мішаний ліс із сосни, берези, вільхи, в якому багато грибів та ягід. Використовується з метою любительського рибальства. В озері трапляються такі види риб: карась сріблястий, плітка, краснопірка, окунь, щука, сазан, лин, плоскирка, лящ, сомик карликовий. 
З'єднане каналом з сусіднім озером Оріховець, до якого вливається Оріхівський канал, що далі тече територією Берестейської області Білорусі до Дніпро-Бузький каналу, який сполучений з річкою Мухавець, що є правою притокою Західного Бугу. 
Найближчий населений пункт — село Березники, розташований на відстані 1,1 км. на південний схід на південь. З північно-східного та північного боку пролягає державний кордон між Україною та Білоруссю. 
Озеро входить до складу гідрологічного заказника місцевого значення «Оріхівський».